# MuSix
muSix war ein 1997 in Berlin  gegründetes deutsches A-cappella-Quintett. Es bestand bis 2014, veröffentlichte von 2000 bis 2011 sechs Musikalben und erhielt in dieser Zeit zahlreiche Auszeichnungen.

## Geschichte
Die Band gründete sich im Jahr 1997 als Sextett. Die Mitglieder waren zu dem Zeitpunkt noch Schüler in Berlin. Sie spezialisierten sich auf die Interpretation bekannter Pop- und Rocksongs, die sie ausschließlich a cappella bearbeiteten. Neben Covern trägt die Gruppe auch selbstgeschriebene Titel vor.
Björn Sterzenbach ersetzte 2002 den Bassisten Henrik Mei. Im Jahr 2005 stieg Lukas Teske, der seit 2002 bei Maybebop singt, bei muSix aus. Seitdem war André Bachmann mit bei muSix. Seit dem Weggang von Martin Hagen ca. 2007 trat muSix als Quintett auf.
Bei internationalen Wettbewerben gewann muSix zahlreiche Preise im Bereich Chor/A-cappella-Musik. Beim Internationalen A-cappella-Wettbewerb und Chor-Festival vokal.total erhielt die Gruppe 2009 den Ward Swingle Award in der Sparte „Comedy“ und gewann weitere Gold- und Silberdiplome in den Bereichen „Pop“ und „Jazz“. Sie wurde mehrfach für den Contemporary A Cappella Recording Award („CARA“) nominiert. 
Auf ihrem Album Heute wie neu, das 2008 bei Edel Classics erschien, interpretierte muSix Ostrock-Klassiker von Bands wie den Puhdys, Silly oder Lift. Sie tourten zudem mit Silly und Jan Josef Liefers und traten im Rahmen ihrer Heißer-Sommer-Tour 2009 im Vorprogramm von Electra auf. Im Juni 2009 zierten sie das Cover der Zeitschrift Melodie und Rhythmus, deren inhaltlicher Schwerpunkt vor allem ostdeutsche Bands sind.
Im Oktober 2011 veröffentlichten muSix ihr sechstes Album Fhainkost, das erstmals fast ausschließlich aus selbst geschriebenen Songs besteht. Der Albumtitel ist ein Wortspiel und bezieht sich auf den Berliner Bezirk Friedrichshain. Teile des Albums stellten sie im selben Jahr bei den Songs an einem Sommerabend vor, der Titel Flieg kam auf die CD dieses Jubiläumskonzerts.
Im Januar 2013 wechselte Bass Björn Sterzenbach zum niederländischen A-cappella-Quartett Rock4. An seine Stelle trat Marco A. Billep als Bass.
Im Januar 2014 kündigte die Band an, im Juni 2014 aufzuhören, um sich anderen musikalischen Projekten zu widmen.
Stefan Flügel, André Bachmann und Patrick Oliver singen in dem 2013 gegründeten Sextett Onair. 
Am 11. März 2016 stellte die deutsche A-cappella-Gruppe Wise Guys Björn Sterzenbach als den neuen Bass und Ersatz für Andrea Figallo für ihr Quintett vor.

## Diskografie
- 2000: Stimmbruch
- 2004: Everything We Want
- 2005: Give’m a Chance – A Tribute to John Lennon (Sampler)
- 2008: Heute wie neu (erschienen bei Edel Classics)
- 2010: 60:40 – A Cappella Live (Live-Album, erschienen auf Dunefish, Edel Kultur)
- 2011: Fhainkost (erschienen bei Dunefish)

## Auszeichnungen
- 2002: Silbermedaille der Internationalen Chorolympiade in Busan, Südkorea
- 2003: Silbernes Diplom der Internationalen A Cappella Competition Vokal.Total in Graz
- 2004: zweifache CARA-Award-Nominierung für ihr Album Everything We Want
- 2004: Silbernes Diplom Vokal Total in Graz
- 2008: 2. Platz, Wettbewerb des A-Cappella-Festivals in Leipzig
- 2008: Sieger, Sparte „Pop-Professionell“ beim A-Cappella-Bundescontest in Sendenhorst
- 2008: Deutscher Rock- und Poppreis, Friedrichshafen
- 2008: Nachwuchsförderpreis der Hanns-Seidel-Stiftung
- 2009: Ward Swingle Award (1. Preis der Jury-Wertung) und Goldenes Diplom Vokal.Total, Sparte Comedy, in Graz
- 2009: Goldenes Diplom Vokal.Total, Sparte Pop, in Graz
- 2009: Silbernes Diplom Vokal.Total, Sparte Jazz, in Graz
- 2009: CARA-Award Runner-up (2. Platz) „Best Pop/Rock Song“ (für ihre Interpretation des Titels Eisdame)